# Funäsdalens kyrka
Funäsdalens kyrka är en kyrkobyggnad i Funäsdalen i Härjedalens kommun. Den är församlingskyrka i Tännäs-Ljusnedals församling, Härnösands stift. Kyrkan är belägen nedanför Funäsdalsbergets södra slutting.

## Kyrkobyggnaden
Kyrkan uppfördes åren 1926–1928 efter ritningar av Curt Björklund och Martin Westerberg i Stockholm. Byggnaden har en stomme av tegel och består av rektangulärt långhus, med smalare kor i öster. Vid långhusets västra sida finns ett vapenhus med ingång. Norr om koret finns en sakristia, och ovanför koret finns en takryttare där en kyrkklocka hänger.

## Inventarier
- Tavlorna som smyckar orgelläktaren är målade av konstnären Edward Berggren 1928 och visar apostlarna.
- Altartavlan är ett nederländskt arbete från 1600-talet som tillskrivs Henricus Noêll.
- Övriga 5 tavlor i kyrkan och sakristian är målade och skänkta av konstnären Stig Marn, 1912-1966, som till sin bortgång var verksam på Marngården i Tänndalen.